# Labatie-d’Andaure
Labatie-d’Andaure település Franciaországban, Ardèche megyében. Lakosainak száma 220 fő (2022. január 1.). Labatie-d’Andaure Désaignes, Nozières és Saint-Jeure-d’Andaure községekkel határos.

## Népesség
A település népességének változása:
| Lakosok száma | 382  | 256  | 203  | 201  | 219  | 213  | 206  | 201  | 199  | 220  |
|               | 1968 | 1982 | 1990 | 2006 | 2013 | 2015 | 2017 | 2019 | 2020 | 2022 |